# Voise (Fluss)
Die Voise ist ein Fluss in Frankreich, der im Département Eure-et-Loir in der Region Centre-Val de Loire verläuft. Sie entspringt in der Landschaft Beauce, in der gleichnamigen Gemeinde Voise. Der Fluss entwässert zuerst in nördlicher, später in nordwestlicher Richtung und mündet nach rund 33 Kilometern bei Maintenon als linker Nebenfluss in die Eure. Zwischen Ymeray und der Mündung wurde der Fluss kanalisiert, ist jedoch heute nicht mehr für die Schifffahrt zugelassen.

## Geschichte
Über Auftrag des französischen Königs Ludwig XIV. wurde von seinem berühmten Festungsbaumeister Vauban geplant, Wasser aus dem Tal der Eure über eine mehr als 80 Kilometer lange Wasserleitung für die Versorgung der Wasserspiele im Schlosspark des Schlosses Versailles zu erbauen. Zur Heranschaffung des erforderlichen Baumaterials wurden die Flüsse Eure, Voise und Drouette unter dem Namen Canal Louis XIV teilweise kanalisiert. Nach rund fünf Jahre dauernder Bauzeit wurde das Projekt aus politischen und finanziellen Gründen abgebrochen, noch heute ist ein imposantes Aquädukt im Schlosspark von Schloss Maintenon zu sehen.

## Orte am Fluss
- Voise
- Béville-le-Comte
- Le Gué-de-Longroi
- Ymeray
- Gallardon
- Bailleau-Armenonville
- Yermenonville
- Maintenon